# Caloplaca obamae
Caloplaca obamae ist eine Krustenflechtenart aus der Gattung Caloplaca. Die Art kommt nur auf der kalifornischen Kanalinsel Santa Rosa Island im Pazifik vor. Entdeckt wurde sie im Jahr 2007 von Kerry Knudsen und im März 2009 beschrieben und benannt.

## Name
Die Flechte ist das erste Lebewesen, das nach Barack Obama, dem Präsidenten der Vereinigten Staaten von Amerika benannt wurde. Knudsen wollte damit nach seinen Angaben Obamas Unterstützung der Wissenschaft und Bildung würdigen. Die Beschreibung verfasste Knudsen in der Zeit zwischen der Wahl und Amtseinführung Obamas.

## Beschreibung
Caloplaca obamae erzeugt einen dünnen Thallus, der in orangefarbenen Körnchen von 30 bis 50 Mikrometer Durchmesser angeordnet ist und Flecken von 0,2 bis 1 Millimeter Durchmesser bildet. Sie kann eine Bodenfläche von maximal 6 bis 7 Quadratzentimeter bedecken. Ihre Algenschicht ist nicht durchgehend und unter den Körnchen 50 bis 100 Mikrometer dick. Die Flechte scheint steril zu sein, keine Ascosporen zu produzieren. Bei einigen Exemplaren gefundene Apothecien könnten auch von der mit Caloplaca obamae vergesellschafteten Art Caloplaca ludificans stammen. Eine im Aussehen Caloplaca obamae ähnelnde Art ist Caloplaca xanthostigmoidea.

## Lebensweise
Caloplaca obamae kommt endemisch auf der Nordseite von Santa Rosa Island, auf tonigen Böden im Pleistozän entstandener Meeresterrassen, in jahrhundertelang intensiv beweidetem Grasland vor. Sie wurde wahrscheinlich durch die Einrichtung von Viehfarmen an den Rand des Aussterbens gebracht. Man glaubt, dass sich die Bestände nach Entfernen vom Menschen eingeführter Tierpopulationen wieder erholen können.